# Institut suisse des sciences noétiques
L’Institut suisse des sciences noétiques (Issnoe) — anciennement Noêsis — est une fondation reconnue d’utilité publique vouée à l’étude scientifique et comparative des états modifiés de conscience non ordinaires (EMC), au décryptage analytique des expériences de mort imminente (EMI ou NDE), auxquels s’ajoute le déchiffrement contextuel des perceptions extrasensorielles (PES) et des phénomènes de décorporation (OBE).

## Histoire

### Origines

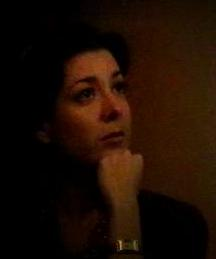
Sylvie Dethiollaz, docteur en biologie moléculaire, présidente de l’Institut suisse des sciences noétiques — ISSNOE — Noêsis.

L'institut résulte de la fusion  entre l’association Noêsis — créée en 1999 par Sylvie Dethiollaz, docteur en biologie moléculaire, — et la fondation Odier de psycho-physique promue en 1992 par Marcel et Monique Odier, dont l’équipe compta notamment le biologiste Rémy Chauvin et le physicien Olivier Costa de Beauregard,,,.

### Domaine d'activité
La fondation se consacre essentiellement aux études scientifiques et comparatives des états modifiés de conscience,, (EMC) non ordinaires ; au décryptage analytique des expériences de mort imminente désignées par les acronymes EMI ou, plus communément, NDE pour near-death experience ; aux recherches recourant à une panoplie de tests optimisés visant, entre autres, à tenter de mieux appréhender la nature fondamentale des perceptions extrasensorielles (PES) ainsi qu'à tenter de déchiffrer les idiosyncrasismes présidant à l’émergence de phénomènes de décorporation répertoriés sous l’appellation out-of-body experience (OBE),,,.
Le fruit de ce travail est condensé dans deux ouvrages publiés par la fondation ISSNOE : États modifiés de conscience (2011) et Voyage aux confins de la conscience (2018).

### Symposiums
Issnoe organise également des conférences et ateliers spécifiques dispensés par des chercheurs, philosophes, physiciens, psychologues et médecins prodromatiques dont les approches intégratives et holistiques du deuil permettent d’esquisser les prémices d’une éventuelle « survivance de l’âme » voire d’une possible forme de pérennisation de la conscience au-delà du seul substrat charnel.
Parmi ces intervenants figurent notamment l’ancien reporter de guerre puis réalisateur et écrivain Stéphane Allix, le professeur d’urgences et d’action humanitaire Piero Calvi-Parizetti, le philosophe, sociologue et historien des religions Frédéric Lenoir,,, le médecin-anesthésiste-réanimateur Jean-Jacques Charbonier, le médecin-psychiatre et psychothérapeute Olivier Chambon, le médecin anesthésiste-réanimateur Jean-Pierre Postel, l’ethnomusicienne Corine Sombrun, le physicien Philippe Guillemant,, le sinologue Cyrille Javary et l’écrivain Bernard Werber.

### Publications
- Sylvie Dethiollaz et Claude Charles Fourrier, États modifiés de conscience — NDE, OBE et autres expériences aux frontières de l’esprit : témoignages, recherches, réflexions et perspectives, Lausanne, Paris, éditions Favre, 2017 (réimpr. 2013, OCLC 992960688), 4e éd. (1re éd. mai 2011, OCLC 755981709 et 718689535), 358 p. (ISBN 978-2-8289-1123-2 et 2-8289-1123-3, EAN 978-2828911232, OCLC 993880968, BNF 42468713)

- Emmanuel Ransford, Olivier Chambon et Tom Atham (préf. Sylvie Dethiollaz), L’homme quantique : vers une nouvelle compréhension de nos potentiels de guérison, Le Grand Livre du mois (BNF 45383433), éditions Trédaniel (BNF 45360858), 2017, 192 p. (ISBN 978-2-8132-1665-6 et 2-8132-1665-8, EAN 9782813216656, OCLC 1030614494, lire en ligne)

- Sylvie Dethiollaz et Claude Charles Fourrier (préf. Frédéric Lenoir), Voyage aux confins de la conscience : dix années d’exploration scientifique des sorties hors du corps. Le cas Nicolas Fraisse[V 2], Paris, éditions Trédaniel & éditions France Loisirs, 2018 (réimpr. 2017, OCLC 1009000244) (1re éd. 2016, OCLC 1078372759), 235 p., avec la collaboration de Julie Klotz (ISBN 978-2-298-14359-1, EAN 9782298143591, OCLC 1078372759, BNF 45608165)

## Critique
En février 2018, dans un article publié par Association française pour l'information scientifique via son périodique Sciences et pseudo-sciences, Thomas Durand écrit : 

« Les surprenantes capacités paranormales de Nicolas Fraisse sont présentées comme prouvées par un certain nombre de gens grâce au travail de communication de l’ISSNOE. Il s’agit pourtant d’allégations tout à fait stupéfiantes. Nicolas Fraisse serait capable de rapporter des événements se déroulant très loin de son corps, dans un autre bâtiment. Il pourrait deviner le sujet de photographies enfermées dans des enveloppes. Il pourrait aussi lire dans les pensées, et se retrouver dans le corps d’autres personnes, et même d’animaux. [...] Malheureusement, les « travaux » de l’ISSNOE se limitent désormais à des apparitions télévisées, des conférences rémunérées et la vente du livre paru dans une maison spécialisée dans les textes pseudoscientifiques (psychologie quantique, reiki, astrologie, etc.). Dans ces conditions, les rationalistes ne peuvent que rester dubitatifs. Pour lever le doute, il faudrait que Monsieur Fraisse se plie à un protocole expérimental sérieux et soumis à la validation par la publication dans une revue scientifique. »

## Sources

### Vidéographie
- Faut pas croire, 12 mars 2011, débat présenté par Christophe Boisset avec : Sylvie Dethiollaz, docteur en biologie moléculaire, fondatrice du centre d’étude et de recherche noétiques Noêsis ; Michel Fontaine, frère dominicain, théologien, infirmier, docteur en sciences sociales (présentation en ligne, lire en ligne [vidéo]), « Je suis revenu de l’au-delà »

- « Aux frontières de la conscience », 36.9°, RTS Un, Radio télévision suisse,‎ 23 janvier 2014 (lire en ligne [vidéo]), présentation : Isabelle Moncada ; réalisation : Vanessa Goetelen & Jean-Daniel Bonnenblust

- Frédéric Lenoir et Jean Staune, Colloque international : la conscience et l’invisible, UIP : université interdisciplinaire de Paris, 25 novembre 2016, évoquation du colloque avec mention des intervenants : Dr Raymond Moody, Dr Eben Alexander, Emmanuel Ransford, Dr Patrick Theillier[H 2], Frédéric Lenoir, Sylvie Dethiollaz, Nicolas Fraisse, Claude-Charles Fourrier (présentation en ligne, lire en ligne [vidéo])

- Thierry Ardisson (entretien avec Nicolas Fraisse et Sylvie Dethiollaz), « Sortir de son corps, un phénomène objectivable (OBE) », Salut les terriens !, C8, groupe Canal+,‎ 25 mars 2017 (résumé, lire en ligne [vidéo])

- Claude Corse, La science aux confins de la conscience, t. 2, Alternative Studio, février 2017, Nicolas Fraisse pratique des expériences de sortie de corps à l’Institut suisse des sciences noétiques (Issnoe – Noêsis) de Genève dirigé par Sylvie Dethiollaz (lire en ligne [vidéo]), Des décorporations depuis l’enfance, « Entretien exclusif avec Nicolas Fraisse »

- Colloque international sur la conscience et l’invisible, Maison de la Mutualité, UIP : université interdisciplinaire de Paris, 4 février 2017, présentation de Jean Staune ; intervenants : Frédéric Lenoir, Sylvie Dethiollaz, Nicolas Fraisse, Claude Charles Fourrier (présentation en ligne, lire en ligne [vidéo]), « Retour sur dix années de recherche sur les sorties hors du corps : hallucination ou réalité ? », durée : 01:15:04

- G. Gilbert, N. Salem, S. Langlais, P. Gibault et J. Le Roux, présentation : Catherine Matausch, « Au-delà du réel : Nicolas Fraisse — étude en double aveugle sur les expériences de hors-corps OBE NDE EMI », 19/20 national, France 3, France Info,‎ 5 février 2017 (lire en ligne [vidéo]), cf. minutage 16:30 à 18:57

- Sophie Davant, David Galley, « Nicolas Fraisse : l’homme qui sort de son corps », C’est au programme, France 2, France Télévisions « Mystères »,‎ mars 2017 (lire en ligne [vidéo])

- Valérie Seguin et Dominic Bachy, Et si la mort n’existait pas ?, Aux frontières de la mort : où en est la science sur la vie après la mort ?, 18 septembre 2018, présentation : Aurélie Godefroy – narration : François-Éric Gendron (lire en ligne [vidéo]) « Ce film présente les études scientifiques et les différents phénomènes observés autour de la mort — EMI, décorporations, contacts avec les défunts, visions des mourants, … — en y incluant des interventions émanant de scientifiques réputés sur ce sujet, dont plusieurs médecins et neurologues — Mario Beauregard, Steven Laureys, Thierry Janssen, Raymond Moody, François Lallier, Pim Van Lommel, Jean-Jacques Charbonier, Constance Yver-Elleaume, Olivier Chambon, etc. —, des biologistes et des physiciens — Sylvie Dethiollaz, Philippe Guillemant et Trinh Xuan Thuan — ainsi que d’autres personnalités, notamment l’écrivain Didier van Cauwelaert, l’ancien ingénieur et mathématicien au Cern Jean Gayral ou encore l’« expérienceur » Nicolas Fraisse. »

### Radiophonie
- Nancy Ypsilantis, États modifiés de conscience, Babylone, Espace 2, Radio télévision suisse, 5 mai 2011, pour évoquer ce sujet, [...] Sylvie Dethiollaz, scientifique, et Claude Charles Fourrier, thérapeute, fondateurs du Centre Noêsis à Genève [...], Bertrand Méheust, anthropologue et historien de la psychologie, et Charles Genoud, maître de méditation. Un documentaire de Jean-Marc Falcombello (présentation en ligne)

- Nancy Ypsilantis, L’entre-deux mondes ou les voyages de la conscience, Babylone, Espace 2, Radio télévision suisse, 23 septembre 2014 (lire en ligne), cf. à partir du minutage 02:31, avec la participation de Sylvie Dethiollaz ; rediffusion le 12 octobre 2014 sur la 1re → [écouter en ligne]

- Comment la scientifique Sylvie Dethiollaz analyse les sorties de corps de Nicolas Fraisse, BTLV Media, 27 juin 2017, Nicolas Fraisse, Sylvie Dethiollaz, et Claude-Charles Fourrier témoignent sur BTLV (lire en ligne [vidéo]) [audio]

- Pauline Vrolixs, « Pour la première fois, Mélanie Chappuis, écrivaine et journaliste, rencontre Sylvie Déthiollaz, docteur en biologie moléculaire », Premier rendez-vous, La 1re, Radio télévision suisse,‎ 23 septembre 2017 (lire en ligne [audio])